# Palestra (starożytna Grecja)

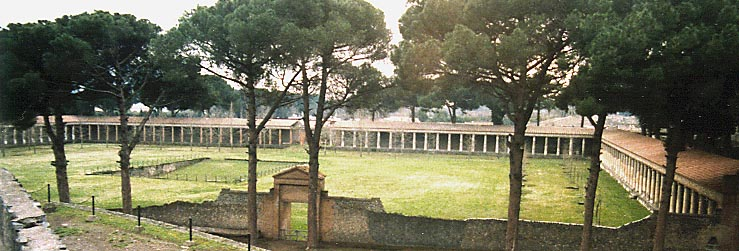
Palestra w Pompejach

Palestra (gr. παλαίστρα, palaistra; od gr. pale – zapasy) – szkoła zapasów i boksu w starożytnej Grecji.
Zazwyczaj wchodziła w skład gimnazjonu. Członkami palestry byli wolni chłopcy i młodzieńcy, którzy ćwiczyli pod kierunkiem trenera (paidotribes, epistates). Publiczne palestry znajdowały się praktycznie we wszystkich greckich miastach oraz okręgach kultowych, gdzie urządzano igrzyska. Istniały również komfortowe palestry prywatne. 
Dla tego rodzaju szkół przyjęła się jednolita architektura. Palestra była prostokątną budowlą z czterema portykami, które okalały kwadratowy dziedziniec. Po jednej ze stron (zazwyczaj północnej) budowano portyk o podwójnej kolumnadzie. Znajdowały się tu: salki z workami treningowymi (korykeion), szatnia (apodyterion), łazienki, składziki na oliwę i piasek oraz obszerna sala klubowa (efebeion). Pozostałe portyki stanowiły miejsca odpoczynku, spotkań i ćwiczeń. Umieszczano tam kamienne ławy (eksedery) oraz posągi patronów atletów – Heraklesa i Hermesa. Latem ćwiczenia odbywały się na dziedzińcu.